# Шивпури
Шивпури (англ. Shivpuri, хинди शिवपुरी) — город на крайнем севере индийского штата Мадхья-Прадеш. Административный центр округа Шивпури.

## География
Расположен к юго-западу от города Гвалиор, на высоте 467 м над уровнем моря.

## Население
По данным переписи 2001 года население города составляет 146 859 человек. Доля мужчин — 53 %; женщин — 47 %. Уровень грамотности составляет около 66 % (74 % для мужчин и 57 % — для женщин).

## Достопримечательности
Недалеко от города расположен национальный парк Мадхав.